# Megachile ferruginosa
Megachile ferruginosa är en biart som beskrevs av Mitchell 1930. Megachile ferruginosa ingår i släktet tapetserarbin, och familjen buksamlarbin. Inga underarter finns listade i Catalogue of Life.